# Seleção Sul-Africana de Rugby Sevens Feminino
A Seleção Sul-Africana de rugby sevens, também conhecida como Blitzboks e Blitzbokke, representa a África do Sul nos torneios de rugby sevens. É uma das seleções mais renomadas da África, seu continente, que compete na Série Mundial de Rugby Sevens, na Copa do Mundo de Rugby Sevens, nos Jogos Olímpicos e nos Jogos da Commonwealth.
Elas jogaram pela primeira vez na Copa do Mundo de Rugby Sevens em 2009 e também competiram na IRB Women's Sevens Challenge Cup na temporada 2011-12. A África do Sul não se classificou para as Olimpíadas de 2016 no Rio de Janeiro, apesar de ter vencido a Copa Africana Feminina de Sevens de 2015, porque as regras do Comitê Olímpico Sul-Africano (SASCOC) determinam que as equipes não podem se classificar ganhando títulos continentais. Tal como em 2016, perdeu a edição de 2020 pelo mesmo motivo. A África do Sul finalmente fará sua estreia olímpica nos Jogos Olímpicos de Verão de 2024 em Paris.

## Desempenho

### Jogos Olímpicos
| 2016  | Não se classificou | Não se classificou | Não se classificou | Não se classificou | Não se classificou | Não se classificou |
| 2020  | Não se classificou | Não se classificou | Não se classificou | Não se classificou | Não se classificou | Não se classificou |
| 2024  | Fase de grupos     | 11                 | 5                  | 1                  | 0                  | 4                  |
| Total | 0 títulos          | 0/3                | 5                  | 1                  | 0                  | 4                  |

### Copa do Mundo
| 2009  | Semifinais       | 3   | 5  | 3 | 0 | 2  |
| 2013  | Quartas de final | 13  | 4  | 1 | 0 | 3  |
| 2018  | Rodada final     | 14  | 4  | 1 | 0 | 3  |
| 2022  | Rodada final     | 14  | 4  | 1 | 0 | 3  |
| Total | 0 títulos        | 0/4 | 17 | 6 | 0 | 11 |